# Уле Мартин Ощ
У̀ле Ма̀ртин Ощ (на норвежки: Ole Martin Årst) е норвежки футболист, нападател. Висок 1,90 m. Започва да играе футбол през 1994 г. в аматьорския ИФ Скарп, който е от родния му град Тромсьо. Професионалната му кариера започва през 1995 г. в Тромсьо ИЛ, в който играе до 1997 г. (54 мача, 19 гола). След това от 1997 до 1999 г. играе в белгийския РСК Андерлехт (36 мача, 11 гола). През сезон 1999 – 2000 г. играе в белгийския КАА Гент (33 мача, 30 гола). От 2000 до 2003 г. играе в белгийския Стандард Лиеж (73 мача, 41 гола). От 2003 до 2007 г. играе отново в родния Тромсьо ИЛ (103 мача, 45 гола). От 2007 г. е играч на норвежкия ИК Старт.

## Национален отбор
Дебютира в националния отбор на Норвегия през януари 2000 г. в приятелски мач срещу Исландия. До 2007 г. е изиграл 22 мача с отбелязани 2 гола.

## Успехи
- Носител на купата на Норвегия с Тромсьо ИЛ (1996)
- Голмайстор на Белгийската Жюпилер лига (2000)
- Голмайстор на норвежката висша лига (2005)
- Носител на наградата голмайстор на година на Норвегия (2005)